# Lacuna Coil (EP)
Albums de Lacuna Coil
In a Reverie
(1999)
Lacuna Coil est le premier EP du groupe Lacuna Coil sorti en 1998.

## Liste des titres
1. No Need to Explain - 3:40
2. The Secret - 4:18
3. This Is My Dream - 4:08
4. Soul Into Hades - 4:54
5. Falling - 5:42
6. Un Fantasma Tra Noi (A Ghost Between Us) - 5:25